# Magnac-Bourg
Magnac-Bourg ist eine französische Gemeinde in der Region Nouvelle-Aquitaine, im Département Haute-Vienne, im Arrondissement Limoges und im Kanton Eymoutiers. 

## Geografie und Infrastruktur
Die Boucheuse entspringt in Magnac-Bourg auf ungefähr 435 Metern über Meereshöhe unter dem Namen Ruisseau de Puy Roudeaux. Ebenso das Flüsschen Blanzou, das zur Briance entwässert.
Die Nachbargemeinden sind Vicq-sur-Breuilh im Norden, Saint-Germain-les-Belles im Osten, Meuzac im Süden und Château-Chervix im Westen.
Magnac-Vicq heißt der gemeinsame Bahnhof mit Vicq-sur-Breuilh.
Die Autoroute A20 führt durch die Ortschaft.

## Bevölkerungsentwicklung
| Jahr      | 1962 | 1968 | 1975 | 1982 | 1990 | 1999 | 2005 | 2008 | 2013 |
| --------- | ---- | ---- | ---- | ---- | ---- | ---- | ---- | ---- | ---- |
| Einwohner | 1017 | 962  | 967  | 903  | 857  | 795  | 916  | 1004 | 1120 |

## Geschichte
Magnac-Bourg ist eine Etappe und Zwischenstation für Pilger auf dem Jakobsweg. Nachdem es bis ins 17. Jahrhundert dem Kirchspiel Meuzac unterstellt war, wurde Magnac-Bourg ab 1685 eine von Meuzac gesonderte Pfarrgemeinde.
Die Geschichte der feudalen Grundherren und dortigen Adelsfamilien (Seigneurie) war mit jener von Meuzac verbunden.

## Persönlichkeiten
- Albert Pestour (1886–1965), Journalist und Dichter